# Climacoptera turcomanica
Climacoptera turcomanica là loài thực vật có hoa thuộc họ Dền. Loài này được (Litv.) Botsch. mô tả khoa học đầu tiên năm 1956.